# Ruth Jyrjo
Ruth Jyrjo (mit bürgerlichem Namen Ruth Jürjo, * 5. Juli 1969 in Türi) ist eine estnische Lyrikerin.

## Leben
Ruth Jyrjo machte 1987 in Türi Abitur und studierte anschließend mit einigen Unterbrechungen an der Universität Tartu Estnische Philologie. Nach ihrem Abschluss (1996) mit einer Arbeit über Mati Unt und Bram Stoker erhielt sie eine Anstellung in der Verwaltung der Universität. Nebenher arbeitet sie auch als Lektorin.

## Werk
Jyrjos erste Gedichte erschienen 1985 in einer Provinzzeitschrift, in Buchform debütierte sie 1990 in einer Kassette „Junge Autoren“ gemeinsam mit Liisi Ojamaa, Triin Soomets, Aidi Vallik und Elo Viiding. Hierzu hieß es in einer Rezension, dass „drei Vertreterinnen ihrer Generation und zwei souveräne Autorinnen“ präsentiert würden. Mit den neuen souveränen Stimmen waren Elo Viiding und Triin Soomets gemeint, die später tatsächlich eine feste Größe in der zeitgenössischen estnischen Dichtung wurden. Jyrjos Werk dagegen wurde zurückhaltender beurteilt, wenngleich sich die Kritik darin einig war, dass ihre Dichtung besonders „aufrichtig und ehrlich“ ist und das „Offensein“ und „emotionaler Freiheit“ ihre Kennzeichen sind.

## Bibliografie
- Mänguraamat ('Spielbuch'). Tallinn: Eesti Raamat 1990. 75 S. (Kassett '90)
- Kalenderpäevik Ruth Jyrjo luuletustega ('Kalendertagebuch mit Gedichten von RJ'). s. l.: RE Stuudio. [1997]. 109 S.